# Мечеть села Сююр-Таш
Мечеть села Сююр-Таш (крим. Süyür Taş Camisi) — мечеть в селі Сююр-Таш (Білокам'яне) Бахчисарайського району, Автономна Республіка Крим.
Розташована в центрі села, біля кінцевої автобусної зупинки.
Мечеть збудували у 2018 році, кошти на її зведення збирали понад двадцять років.